# Roorkee
Roorkee – miasto w północnych Indiach w stanie Uttarakhand, na zagórzu gór Siwalik.
Populacja miasta w 2001 roku wynosiła 97 064 mieszkańców.